# Тріатлон на Іграх Співдружності
Змагання з тріатлону на Іграх Співдружності проходять з 2002 року, коли цей турнір приймав Манчестер (Велика Британія).

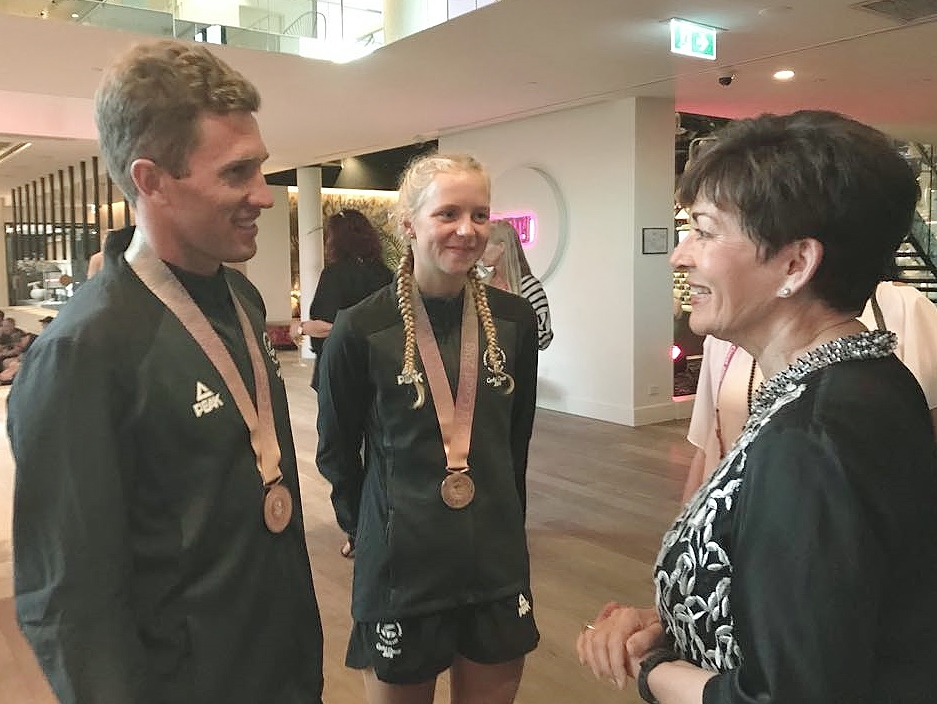
Ігри співдружності 2018. Бронзові медалісти в естафеті Раян Сіссонс і Ніколь ван дер Каай (Нова Зеландія).

## Історія
Під час Ігор співдружності 1990 року у новозеландському Окленді відбулися показові змагання з тріатлону. Кращі результати показали Ерін Бейкер і Рік Уеллс . Через дванадцять років змагання з тріатлону ввійшли до офіційної програми Ігор співдружності. На перших трьох турнірах була олімпійська дистанція, а 2018 року - спринт.

## Галерея

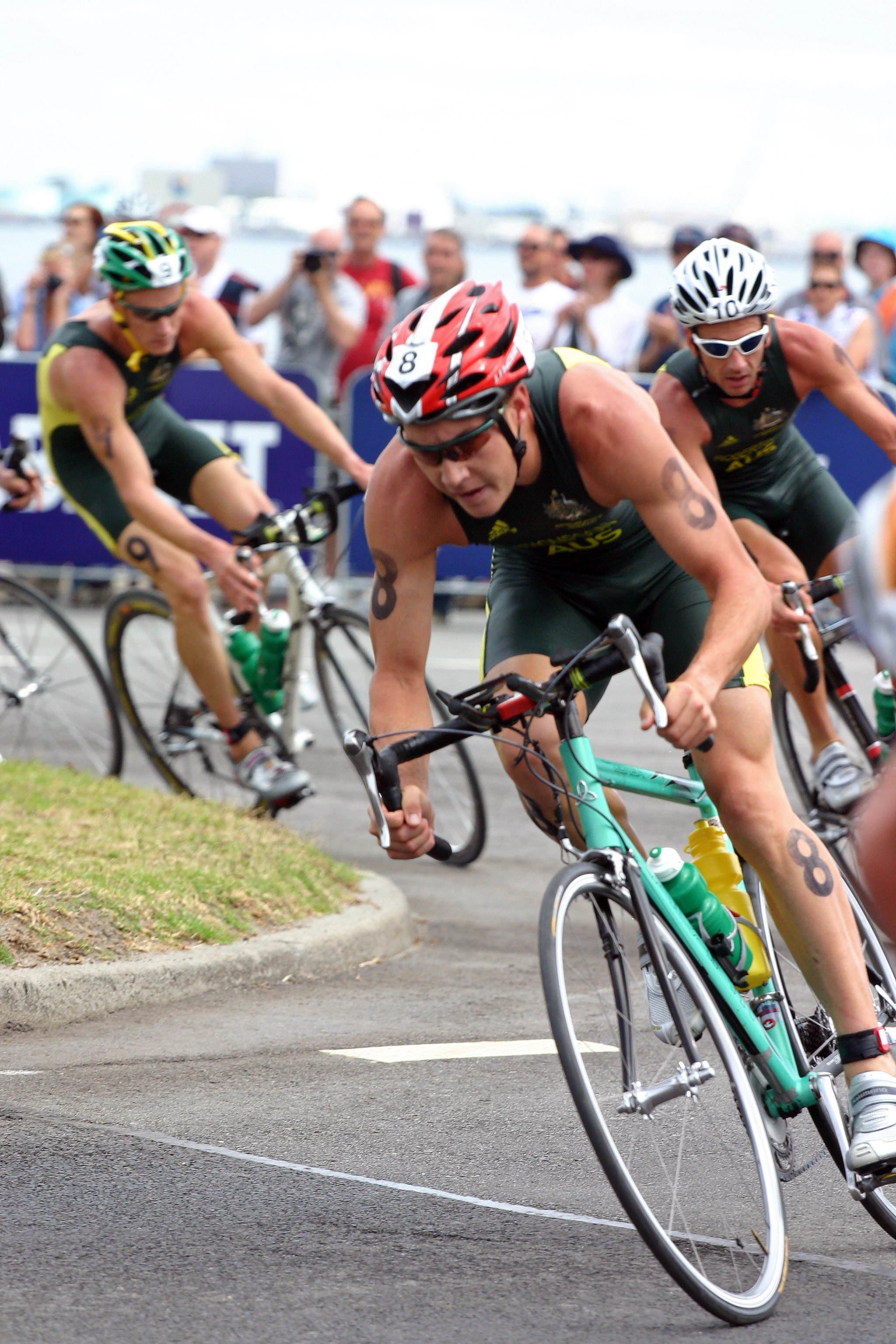
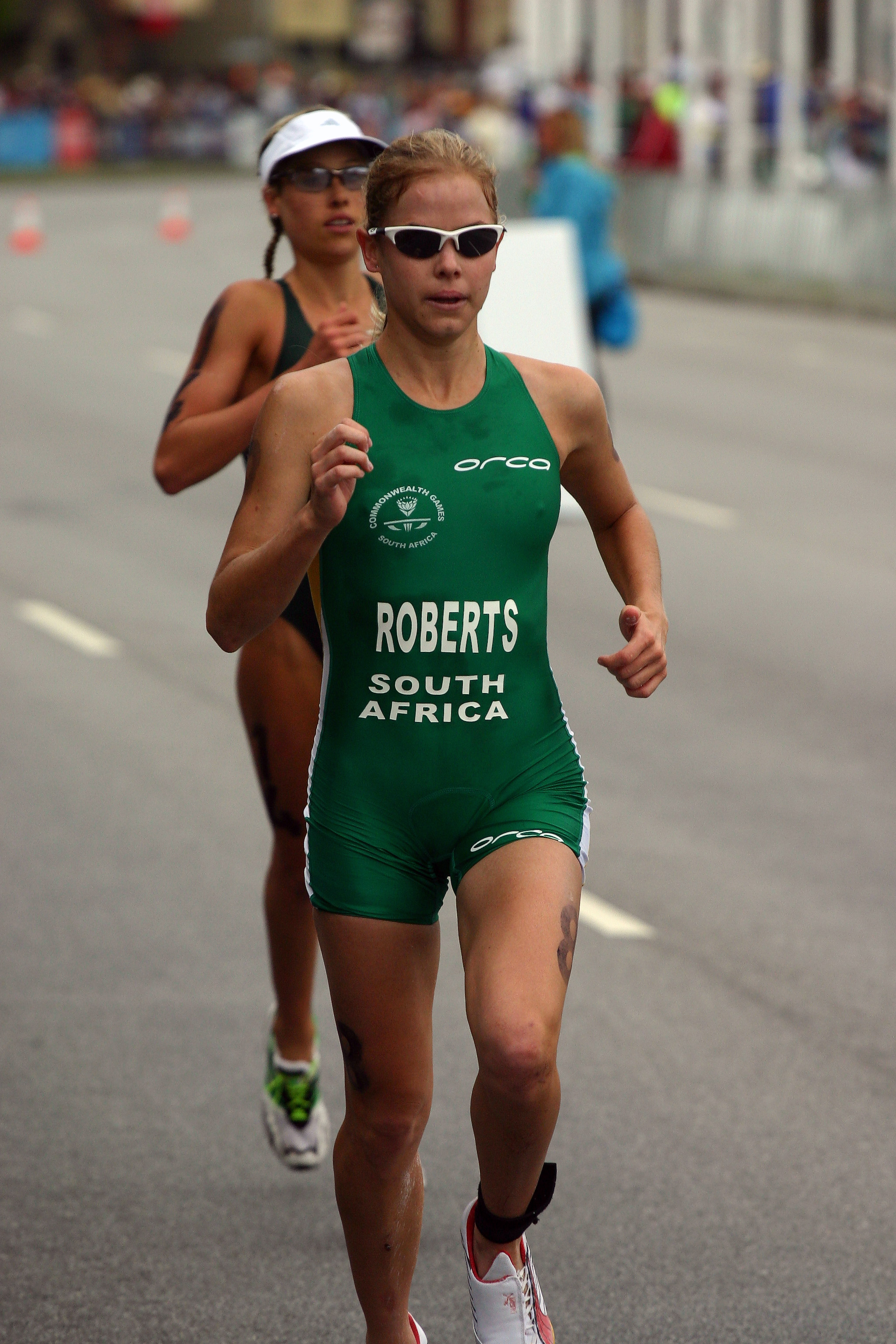
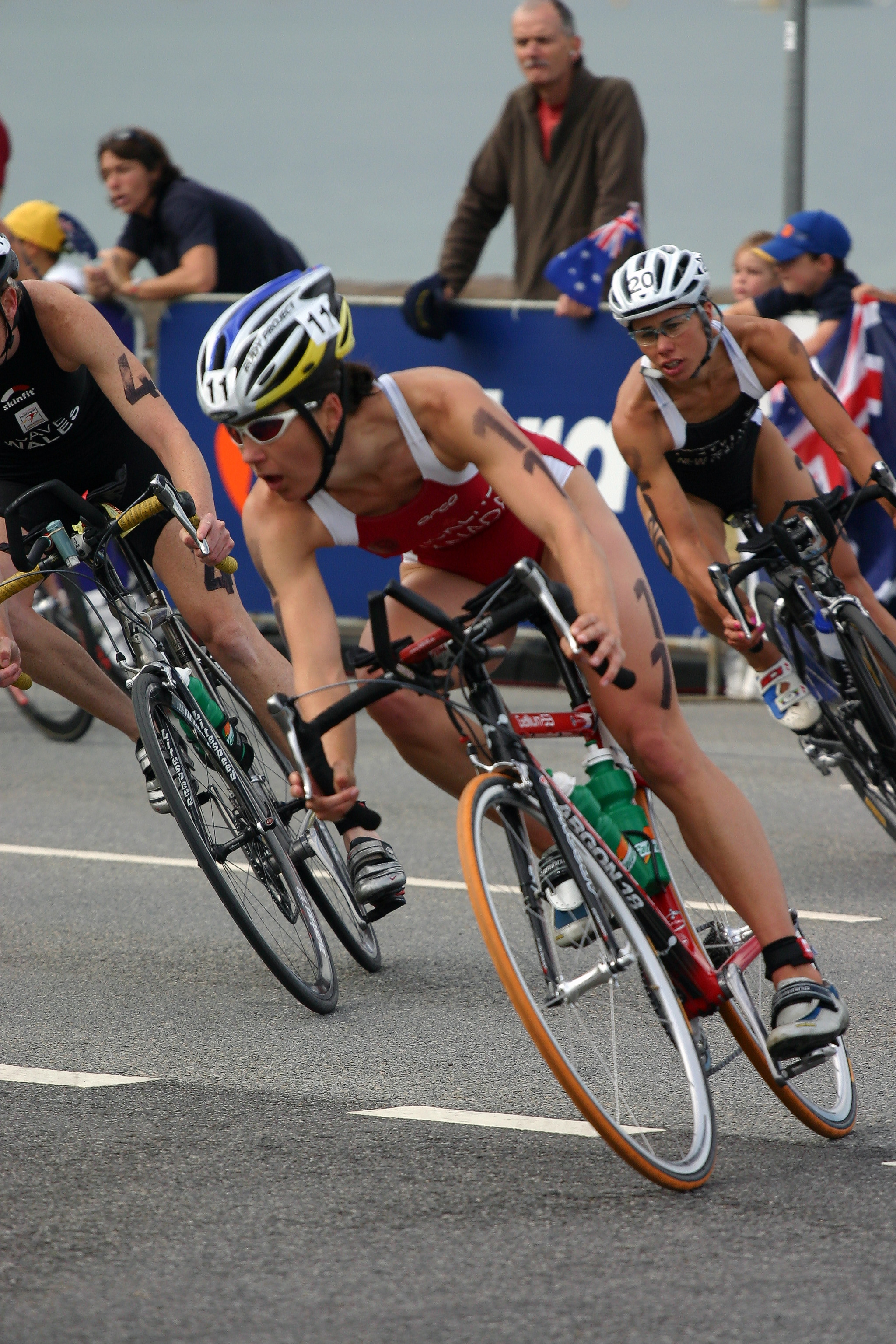

## Чоловіки
| Рік  | Золото          | Срібло           | Бронза          |
| ---- | --------------- | ---------------- | --------------- |
| 2002 | Саймон Вітфілд  | Майлз Стюарт     | Гаміш Картер    |
| 2006 | Бред Калефельдт | Бівен Докерті    | Пітер Робертсон |
| 2014 | Алістер Браунлі | Джонатан Браунлі | Річард Мюррей   |
| 2018 | Генрі Шуман     | Якоб Бертвістл   | Марк Остін      |

## Жінки
| Рік  | Золото           | Срібло           | Бронза        |
| ---- | ---------------- | ---------------- | ------------- |
| 2002 | Керол Монтгомері | Лінда Кейв       | Ніколь Гекетт |
| 2006 | Емма Сноусілл    | Саманта Воррінер | Андреа Г'юїтт |
| 2014 | Джоді Стімпсон   | Кірстен Світленд | Вікі Голланд  |
| 2018 | Флора Даффі      | Джессіка Лермонт | Джоанна Браун |

## Мікст
| Рік  | Золото                                                              | Срібло                                                                | Бронза                                                                  |
| ---- | ------------------------------------------------------------------- | --------------------------------------------------------------------- | ----------------------------------------------------------------------- |
| 2014 | Англія Вікі Голланд Джонатан Браунлі Джоді Стімпсон Алістер Браунлі | ПАР Кейт Робертс Генрі Шуман Джиліан Сандерс Річард Мюррей            | Австралія Емма Моффатт Аарон Ройл Емма Джексон Раян Бейлі               |
| 2018 | Австралія Джилліан Бекгауз Меттью Гозер Ешлі Джентлі Якоб Бертвістл | Англія Вікі Голланд Джонатан Браунлі Джессіка Лермонт Алістер Браунлі | Нова Зеландія Ніколь ван дер Каай Раян Сіссонс Андреа Г'юїтт Тейлер Рід |